# Championnat de France en parties semi-rapides
Le Championnat de France de Scrabble duplicate en parties semi-rapides (c'est-à-dire en deux minutes par coup) a eu lieu de 1994 à 2004. Il s'agissait d'une épreuve par centres régionaux, les résultats étant ensuite centralisés. Des titres étaient également attribués par séries. Ce championnat a logiquement disparu lorsque le Championnat de France de Scrabble duplicate individuel est passé de trois à deux minutes par coup en 2005. Il a été transformé en Simultané mondial en parties semi-rapides.
Avec cinq titres en onze éditions, Antonin Michel est le recordman absolu de l'épreuve. Huit autres scrabbleurs l'ont emporté une fois. IL y eut deux fois des vainqueurs ex æquo.

## Palmarès
| Année | Date       | Vainqueur                            | Second                               | Troisième                           | Joueurs |
| ----- | ---------- | ------------------------------------ | ------------------------------------ | ----------------------------------- | ------- |
| 1994  | 8 mai      | Jean-François Lachaud                | Florian Lévy                         | Aurélien Kermarrec                  | 950     |
| 1995  | 21 mai     | Antonin Michel                       | Philippe Lorenzo                     | Jean-François Lachaud               | 1074    |
| 1996  | 12 mai     | Bernard Caro                         | Gérard Boccon                        | Aurélien Delaruelle et Florian Lévy | 1244    |
| 1997  | 25 mai     | Antonin Michel (2) et Marc Treiber   | Antonin Michel (2) et Marc Treiber   | Aurélien Delaruelle                 | 1283    |
| 1998  | 17 mai     | Aurélien Delaruelle                  | Fabien Doute                         | Joann Controu                       | 1717    |
| 1999  | 28 février | Thierry Chincholle                   | Marc Treiber                         | Antonin Michel                      | 1897    |
| 2000  | 20 février | Pierre-Olivier Georget               | Fabien Fontas                        | Gérard Boccon                       | 1951    |
| 2001  | 25 février | Anthony Clémenceau                   | Pierre-Olivier Georget               | Pierre-Antoine Perrin               | 2197    |
| 2002  | 16 juin    | Antonin Michel (3)                   | Thierry Chincholle                   | Guy Delore                          | 2155    |
| 2003  | 8 mai      | Antonin Michel (4)                   | Gérard Boccon                        | Bernard Jaunâtre                    | 2545    |
| 2004  | 8 mai      | Antonin Michel (5) et Pascal Fritsch | Antonin Michel (5) et Pascal Fritsch | Thierry Chincholle                  | 2518    |

## Classement par nombre de titres
| Rang  | Nation                 | Or | Argent | Bronze | Total |
| ----- | ---------------------- | -- | ------ | ------ | ----- |
| 1     | Antonin Michel         | 5  | -      | 1      | 6     |
| 2     | Thierry Chincholle     | 1  | 1      | 1      | 3     |
| 3     | Marc Treiber           | 1  | 1      | -      | 2     |
| 3     | Pierre-Olivier Georget | 1  | 1      | -      | 2     |
| 5     | Aurélien Delaruelle    | 1  | -      | 2      | 3     |
| 6     | Jean-François Lachaud  | 1  | -      | 1      | 2     |
| 7     | Bernard Caro           | 1  | -      | -      | 1     |
| 7     | Anthony Clémenceau     | 1  | -      | -      | 1     |
| 7     | Pascal Fritsch         | 1  | -      | -      | 1     |
| 10    | Gérard Boccon          | -  | 2      | 1      | 3     |
| 11    | Florian Lévy           | -  | 1      | 1      | 2     |
| 12    | 3 scrabbleurs          | -  | 1      | -      | 1     |
| 15    | 5 scrabbleurs          | -  | -      | 1      | 1     |
| Total | Total                  | 13 | 9      | 12     | 34    |